# Wallace Spearmon
Wallace Spearmon mlajši, ameriški atlet šprinter, * 24. december 1984, Chicago, Illinois, ZDA.
Spearmonova paradna disciplina je tek na 200 metrov. V tej disciplini je dvakrat postal ameriški univerzitetni prvak in leta 2005 osvojil še srebrno kolajno na Svetovnem prvenstvu. Njegov osebni rekord je 19.65, kar je peti najboljši izid vseh časov. Spearmon ima v lasti tudi aktualni ameriški dvoranski rekord na 200 metrov, ki znaša 20.10.
Na Svetovnem prvenstvu je zbral še dve bronasti kolajni, v letih 2007 2009, oboje v teku na 200 metrov. Na Svetovnem prvenstvu 2007 je sodeloval tudi z ameriško štafeto 4x400 m in z njo osvojil zlato medaljo. Odličen dosežek mu je uspel tudi na Poletnih olimpijskih igrah 2008, ko je v teku na 200 metrov končal na 3. mestu. Kasnejše videoanalize so nato pokazale, da je med tekom prestopil črto, zato so ga bili odgovorni funkcionarji primorani diskvalificirati in mu odvzeti kolajno.

## Kariera
Spearmon je dokončal srednjo šolo Fayetteville High School in se nato vpisal na Univerzo v Arkansasu, za katero je dve leti uspešno tekmoval na univerzitetnih tekmovanjih. V teku na 200 m je namreč dvakrat postal ameriški univerzitetni prvak, v letih 2004 in 2005, temu je dodal še naslov najboljšega na 200 m v dvorani leta 2005. Zatem se je odločil podati med profesionalce in si že avgusta 2005 v teku na 200 m pritekel srebrno kolajno na Svetovnem prvenstvu v atletiki. Leta 2006 je na ameriškem državnem prvenstvu na prostem na 200 m osvojil 1. mesto, leta 2007 pa je bil drugi. Svoj zbir kolajn je še popravil na Svetovnem prvenstvu 2007 v Osaki, kjer je na 200 m osvojil bron ter temu dodal še zlato kot del ameriške štafete 4x100 m.
Spearmonov osebni rekord v njegovi paradni disciplini, teku na 200 m, je 19.65. Tak čas je odtekel septembra 2006 na mitingu v Daeguju, Južna Koreja, in se nemudoma vpisal v atletsko zgodovino, saj je postal do tedaj tretji najhitrejši Zemljan v teku na 200 m. Kasneje sta ga na lestvici prehitela rojak Tyson Gay (19.58) ter Jamajčan Usain Bolt (19.19), tako da z rezultatom 19.65 trenutno zaseda peto mesto na lestvici najhitrejših tekačev v zgodovini teka na 200 m. Spearmon v svoji paradni disciplini velja za finišerja, saj običajno pospeši šele po prvih 100 metrih in nato v ciljni ravnini prehiteva svoje tekmece. Vseeno ima v lasti odličen rezultat tudi v teku na 100 m, 9.96, ki ga je postavil septembra 2007 v Šanghaju in na tamkajšnjem mitingu celo prehitel svojega trening partnerja in tedanjega svetovnega prvaka na 100 m, Tysona Gaya. Spearmon ima v lasti tudi svetovni rekord na 300 m, februarja 2006 je v tej disciplini v dvorani postavil izid 31.88.
Spearmon se je prebil skozi sito ameriških kvalifikacij za Poletne olimpijske igre 2008. Svojo vrednost je nato v Pekingu dokazal, ko je na 200 m osvojil 3. mesto in bronasto kolajno. Kasneje so ga sicer diskvalificirali in mu kolajno odvzeli, ker je po videoposnetku sodeč med tekom prestopil črto. Sodniki so zanimivo diskvalificirali tudi drugouvrščenega v teku na 200 m, Churandyja Martino, tako da sta srebro in bron naposled pripadla Američanoma Shawnu Crawfordu in Walterju Dixu. Spearmon je 3. mesto zasedel tudi na Svetovnem prvenstvu 2009 v Berlinu, tokrat na veljaven način.
Aprila 2010 mu je v Kingstonu, Jamajka, uspel hiter čas, 19.98. Ta dosežek sicer ni bil dovolj za zmago, saj je pred 20.000 obiskovalci s četrtim najboljšim časom v zgodovini, 19.56, slavil domačin Usain Bolt. Zatem se je Spearmon uvrstil na finale Diamantne lige 2010 in v Zürichu ob odsotnosti vodilnega v točkovnem seštevku, Walterja Dixa, slavil z rekordom mitinga, 19.79. Ta dosežek je nadgradil še z zmago na Veliki nagradi Rietija in časom 19.85. Do konca leta 2010 mu je uspel še en odličen dosežek, saj je zmagal na Kontinentalnem atletskem pokalu v Splitu.

## Zasebno življenje
Spearmonov oče, Wallace Spearmon starejši, se je prav tako ukvarjal z atletiko, bil je šprinter. Leta 1987 je Spearmon starejši osvojil bronasto kolajno v teku na 200 m na Panameriških igrah.
Spearmon mlajši je bil nekaj časa zaročen z atletinjo Monico Hargrove, vendar sta se razšla.

## Osebni rekordi
| Disciplina        | Dosežek  | Prizorišče                  | Datum              |
| ----------------- | -------- | --------------------------- | ------------------ |
| 60 m              | 6.70     | Fayetteville, Arkansas, ZDA | 26. januar 2008    |
| 100 m             | 9.96     | Šanghaj, Kitajska           | 28. september 2007 |
| 200 m             | 19.65    | Daegu, Južna Koreja         | 28. september 2006 |
| 200 m (v dvorani) | 20.10 DR | Fayetteville, Arkansas, ZDA | 11. marec 2005     |
| 300 m (v dvorani) | 31.88    | Fayetteville, Arkansas, ZDA | 10. februar 2006   |
| 400 m             | 45.22    | Pariz, Francija             | 8. julij 2006      |

- Vir:[10]